# Talara rufa
Talara rufa là một loài bướm đêm thuộc phân họ Arctiinae, họ Erebidae.